# Independence, Minnesota
Independence là một thành phố thuộc quận Hennepin, tiểu bang Minnesota, Hoa Kỳ. Năm 2010, dân số của thành phố này là 3504 người.

## Dân số
- Dân số năm 2000: 3236 người.
- Dân số năm 2010: 3504 người.